# Morti nel 2013/Settembre
| Questa pagina contiene informazioni ricavate automaticamente dalle voci biografiche con l'ausilio del template Bio e di un bot. L'aggiornamento è periodico e automatico e ricostruisce completamente la pagina. Se manca una persona in questa lista, sei pregato di non aggiungerla, ma accertati piuttosto che la sua voce biografica contenga il template Bio e che i dati anagrafici siano correttamente compilati. Se il template Bio manca, inseriscilo tu stesso o, in alternativa, metti l'avviso {{tmp\|Bio}} che ne segnala la mancanza. Se i dati riportati sono sbagliati, correggi direttamente la voce biografica; le modifiche saranno visibili in questa lista entro pochi giorni. Per chiarimenti vedi il progetto biografie. La lista contiene solo le 150 persone che sono citate nell'enciclopedia e per le quali è stato implementato correttamente il template Bio. Pagina aggiornata al 2 mag 2025. |

- 1º settembre - Carlos Blanco Hernández, sceneggiatore spagnolo (n. 1917)
- 1º settembre - Joaquim Justino Carreira, vescovo cattolico portoghese (n. 1950)
- 1º settembre - Pál Csernai, allenatore di calcio e calciatore ungherese (n. 1932)
- 1º settembre - Ignacio Eizaguirre, allenatore di calcio e calciatore spagnolo (n. 1920)
- 1º settembre - Tommy Morrison, pugile e attore statunitense (n. 1969)
- 2 settembre - Valérie Benguigui, attrice francese (n. 1961)
- 2 settembre - Frederik Pohl, autore di fantascienza e curatore editoriale statunitense (n. 1919)
- 2 settembre - Isidro Sánchez García-Figueras, calciatore spagnolo (n. 1936)
- 2 settembre - Maurice Venezia, partigiano e superstite dell'Olocausto greco (n. 1921)
- 3 settembre - Anna Beneck, nuotatrice italiana (n. 1942)
- 3 settembre - Ronald Coase, economista britannico (n. 1910)
- 3 settembre - Pierluigi Copercini, politico italiano (n. 1945)
- 3 settembre - José Ramón Larraz, regista, fumettista e fotografo spagnolo (n. 1929)
- 3 settembre - Don Meineke, cestista statunitense (n. 1930)
- 3 settembre - Ivan Aleksandrovič Popov, regista russo (n. 1960)
- 3 settembre - Daniele Seccarecci, culturista italiano (n. 1980)
- 3 settembre - Ambrogio Viviani, generale e politico italiano (n. 1929)
- 3 settembre - Maria Maddalena de Vecchi Ranieri, bibliotecaria e paleografa italiana (n. 1921)
- 4 settembre - Eugene Kornel Balon, ittiologo e scrittore canadese (n. 1930)
- 4 settembre - Aldo Favini, ingegnere italiano (n. 1916)
- 4 settembre - Michele Gismondi, ciclista su strada italiano (n. 1931)
- 4 settembre - Ante Jurić, calciatore jugoslavo (n. 1934)
- 4 settembre - Inge Paulsen, calciatore norvegese (n. 1924)
- 4 settembre - Silvano Rizza, giornalista italiano (n. 1923)
- 4 settembre - Stanislav Stepaškin, pugile sovietico (n. 1940)
- 5 settembre - Rochus Misch, militare e imprenditore tedesco (n. 1917)
- 6 settembre - Pietro Barcellona, giurista e politico italiano (n. 1936)
- 6 settembre - Ann Carol Crispin, scrittrice di fantascienza statunitense (n. 1950)
- 6 settembre - Telesforo Lorenzo Gama, calciatore spagnolo (n. 1921)
- 6 settembre - Piero Muscolino, ingegnere, saggista e storico italiano (n. 1938)
- 6 settembre - Mario Porcile, regista italiano (n. 1921)
- 7 settembre - Fiammetta Baralla, attrice italiana (n. 1943)
- 7 settembre - Albert Allen Bartlett, docente e fisico statunitense (n. 1923)
- 7 settembre - Wolfgang Frank, allenatore di calcio e calciatore tedesco (n. 1951)
- 7 settembre - Vittorio Patrelli Campagnano, ammiraglio italiano (n. 1917)
- 7 settembre - Marek Špilár, calciatore slovacco (n. 1975)
- 7 settembre - Dokka Umarov, politico e militare russo (n. 1964)
- 8 settembre - Eleonora Cantamessa, medico italiano (n. 1969)
- 8 settembre - Louise Currie, attrice statunitense (n. 1913)
- 9 settembre - Alberto Bevilacqua, scrittore, poeta e regista italiano (n. 1934)
- 9 settembre - Antonello Campodifiori, attore e sceneggiatore italiano (n. 1943)
- 9 settembre - Aldo Peruzzo, calciatore italiano (n. 1924)
- 10 settembre - György Gurics, lottatore ungherese (n. 1929)
- 10 settembre - Steno Marcegaglia, imprenditore e sindacalista italiano (n. 1930)
- 10 settembre - Josef Němec, pugile cecoslovacco (n. 1933)
- 10 settembre - Martha Cheung, linguista e traduttrice cinese (n. 1953)
- 10 settembre - E. Clay Shaw, Jr., politico statunitense (n. 1939)
- 11 settembre - Jimmy Fontana, cantante, compositore e attore italiano (n. 1934)
- 11 settembre - Albert Jones, astronomo neozelandese (n. 1920)
- 11 settembre - Pierre Léon, linguista e scrittore francese (n. 1926)
- 11 settembre - Mario Motta, scrittore italiano (n. 1923)
- 11 settembre - Ottavio Tazzi, allenatore di pugilato italiano (n. 1928)
- 12 settembre - Ray Dolby, inventore, ingegnere e fisico statunitense (n. 1933)
- 12 settembre - William A. Graham, regista statunitense (n. 1926)
- 12 settembre - Erich Loest, scrittore tedesco (n. 1926)
- 12 settembre - Candace Pert, neuroscienziata e farmacologa statunitense (n. 1946)
- 12 settembre - Otto Sander, attore e doppiatore tedesco (n. 1941)
- 12 settembre - Frank Tripucka, giocatore di football americano statunitense (n. 1927)
- 13 settembre - James Bradford, sollevatore statunitense (n. 1928)
- 13 settembre - Wayne Green, editore e scrittore statunitense (n. 1922)
- 13 settembre - Dieter Höller, calciatore tedesco (n. 1938)
- 13 settembre - Salustiano Sánchez, supercentenario spagnolo (n. 1901)
- 14 settembre - Simone Barillier, modella francese (n. 1917)
- 14 settembre - Maksym Bilyj, calciatore ucraino (n. 1989)
- 14 settembre - Jean Grégoire, calciatore e allenatore di calcio francese (n. 1922)
- 14 settembre - Gigi Guadagnucci, scultore italiano (n. 1915)
- 14 settembre - Faith Leech, nuotatrice australiana (n. 1941)
- 15 settembre - Giuseppe Di Vagno, politico e avvocato italiano (n. 1922)
- 15 settembre - Jackie Lomax, cantante e chitarrista britannico (n. 1944)
- 15 settembre - Paolo Zantelli, pilota motonautico italiano (n. 1965)
- 15 settembre - Kira Borisovna Šingareva, geografa e astronoma russa (n. 1938)
- 16 settembre - Matteo Bertolazzi, cestista italiano (n. 1979)
- 16 settembre - Lucio Facchiano, politico italiano (n. 1928)
- 16 settembre - Judy Mosley, cestista e allenatrice di pallacanestro statunitense (n. 1968)
- 16 settembre - Jim Palmer, cestista statunitense (n. 1933)
- 16 settembre - Emmanuel Quarshie, calciatore ghanese (n. 1953)
- 17 settembre - Marcel Heyninck, pallanuotista belga (n. 1931)
- 17 settembre - Dick O'Neal, cestista statunitense (n. 1935)
- 17 settembre - Martín de Riquer, linguista, filologo e nobile spagnolo (n. 1914)
- 18 settembre - Agostino Bonalumi, pittore italiano (n. 1935)
- 18 settembre - Lindsay Cooper, fagottista, oboista e compositrice inglese (n. 1951)
- 18 settembre - Stanislas Dombeck, calciatore francese (n. 1931)
- 18 settembre - Pavlos Fyssas, rapper e attivista greco (n. 1979)
- 18 settembre - Dominique Loiseau, orologiaio francese (n. 1949)
- 18 settembre - Ken Norton, pugile e attore statunitense (n. 1943)
- 18 settembre - Carlos Alberto Raffo, calciatore argentino (n. 1926)
- 18 settembre - Luigi Rapini, cestista italiano (n. 1924)
- 18 settembre - Marcel Reich-Ranicki, critico letterario e superstite dell'Olocausto tedesco (n. 1920)
- 18 settembre - Richard C. Sarafian, regista e attore statunitense (n. 1930)
- 19 settembre - Amidou, attore marocchino (n. 1935)
- 19 settembre - Robert Barnard, scrittore britannico (n. 1936)
- 19 settembre - Dario De Grassi, attore e doppiatore italiano (n. 1939)
- 19 settembre - Gerrie Mühren, calciatore olandese (n. 1946)
- 19 settembre - Edilio Petrocelli, politico italiano (n. 1940)
- 19 settembre - Ernest Schultz, calciatore francese (n. 1931)
- 19 settembre - Bob Wallace, ingegnere meccanico neozelandese (n. 1938)
- 19 settembre - Hiroshi Yamauchi, imprenditore giapponese (n. 1927)
- 19 settembre - Saye Zerbo, politico e militare burkinabé (n. 1932)
- 20 settembre - Hermann Müller-Karpe, archeologo tedesco (n. 1925)
- 20 settembre - Angelo Savoldi, wrestler italiano (n. 1914)
- 21 settembre - Aide Aste, attrice italiana (n. 1927)
- 21 settembre - Michel Brault, regista e direttore della fotografia canadese (n. 1928)
- 21 settembre - Marco Trani, disc jockey italiano (n. 1960)
- 21 settembre - Roman Vlad, compositore, musicologo e pianista rumeno (n. 1919)
- 22 settembre - Maria Blagojevic, calciatrice scozzese (n. 1957)
- 22 settembre - Gary Brandner, scrittore statunitense (n. 1930)
- 22 settembre - David Hubel, medico e neuroscienziato canadese (n. 1926)
- 22 settembre - Álvaro Mutis, scrittore e poeta colombiano (n. 1923)
- 22 settembre - Luciano Vincenzoni, sceneggiatore italiano (n. 1926)
- 23 settembre - Doriano Carlotti, calciatore italiano (n. 1925)
- 23 settembre - Óscar Espinosa Chepe, economista e diplomatico cubano (n. 1940)
- 23 settembre - Christopher Koch, scrittore australiano (n. 1932)
- 23 settembre - Vlatko Marković, dirigente sportivo, allenatore di calcio e calciatore jugoslavo (n. 1937)
- 23 settembre - Ruth Patrick, botanica e limnologo statunitense (n. 1907)
- 23 settembre - Stanisław Szozda, ciclista su strada polacco (n. 1950)
- 24 settembre - Placido Cherchi, antropologo, filosofo e attivista italiano (n. 1939)
- 24 settembre - Pietro Farina, vescovo cattolico italiano (n. 1942)
- 24 settembre - Viktor Zinger, hockeista su ghiaccio sovietico (n. 1941)
- 25 settembre - Aube, musicista giapponese (n. 1959)
- 25 settembre - Elisabeth Borchers, poetessa e scrittrice tedesca (n. 1926)
- 25 settembre - Patrick Serra, ciclista su strada svedese (n. 1962)
- 26 settembre - Denis Brodeur, fotografo e hockeista su ghiaccio canadese (n. 1930)
- 26 settembre - Don Donovan, calciatore irlandese (n. 1929)
- 26 settembre - Mario Montez, attore statunitense (n. 1935)
- 26 settembre - Antonio Racioppi, regista, sceneggiatore e scrittore italiano (n. 1925)
- 26 settembre - Aldo Reggiani, attore e doppiatore italiano (n. 1946)
- 27 settembre - Mario Galizia, giurista e costituzionalista italiano (n. 1921)
- 27 settembre - Tuncel Kurtiz, attore, sceneggiatore e regista turco (n. 1936)
- 27 settembre - Silvano Montevecchi, vescovo cattolico italiano (n. 1938)
- 27 settembre - Jay Robinson, attore statunitense (n. 1930)
- 27 settembre - Sayan Sanya, cantante e attore thailandese (n. 1953)
- 28 settembre - Pio Bigo, operaio, partigiano e superstite dell'Olocausto italiano (n. 1924)
- 28 settembre - Carlo Castellaneta, scrittore e giornalista italiano (n. 1930)
- 28 settembre - James Emanuel, poeta statunitense (n. 1921)
- 28 settembre - Anatolij Parov, calciatore sovietico (n. 1956)
- 28 settembre - Igor' Romiševskij, hockeista su ghiaccio sovietico (n. 1940)
- 28 settembre - Remo Tomasi, pattinatore di velocità su ghiaccio e arbitro di hockey su ghiaccio italiano (n. 1932)
- 29 settembre - Sirio Bellucci, pittore italiano (n. 1924)
- 29 settembre - Oscar Castro-Neves, cantante, chitarrista e compositore brasiliano (n. 1940)
- 29 settembre - Cláudio Cavalcanti, attore e politico brasiliano (n. 1940)
- 29 settembre - Cyrus Elias, attore statunitense (n. 1930)
- 29 settembre - S. N. Goenka, insegnante birmano (n. 1924)
- 29 settembre - L.C. Greenwood, giocatore di football americano statunitense (n. 1946)
- 29 settembre - Mario Gritti, calciatore italiano (n. 1923)
- 29 settembre - Marcella Hazan, scrittrice italiana (n. 1924)
- 29 settembre - Bob Kurland, cestista statunitense (n. 1924)
- 29 settembre - Robert Leeson, scrittore britannico (n. 1928)
- 30 settembre - David Gitari, arcivescovo anglicano keniota (n. 1937)
- 30 settembre - Giacomina Lapenna, giornalista italiana (n. 1924)
- 30 settembre - Gaetano Musella, allenatore di calcio e calciatore italiano (n. 1960)